# Liste des grands maréchaux de l'ordre Teutonique
Le grand maréchal de l'ordre Teutonique (en allemand Ordensmarschall des Deutschen Ordens) était le chef militaire suprême de l'ordre Teutonique. Sa position est souvent assimilée à celle de ministre de la Guerre. C'est lui qui commandait directement toutes les opérations dans les campagnes militaires de l'ordre contre le grand-duché de Lituanie. À partir de 1330, il était habituellement basé à Königsberg (actuellement Kaliningrad), dont il occupait aussi la fonction de commandeur. 
Comme tous les grands dignitaires (grands commandeurs, grands trésoriers…) de l'ordre Teutonique, il était directement nommé par le grand maître de l'ordre Teutonique.

## Liste des grands maréchaux de l'ordre Teutonique
| Période                            | Grand maréchal                |
| ---------------------------------- | ----------------------------- |
| 1208                               | Heinrich                      |
| 1208 – 1215                        | ?                             |
| 1215                               | Ludwig von Horflegowe         |
| 1215 – 1228                        | ?                             |
| 1228 – 1230                        | Günther von Wüllersleben      |
| 1230–1239                          | ?                             |
| 1239 – 1240                        | Gerhard von Malberg           |
| ?                                  | Werner von Merenberg          |
| 1242 – 1243                        | Berlewin von Freiberg         |
| 1244                               | Almerich von Würzburg         |
| 1244 – 1260                        | Heinrich Botel                |
| 1260 – 1273                        | ?                             |
| 1273 – 1285                        | Konrad von Thierberg le Jeune |
| 1285 – 1288                        | ?                             |
| 1288                               | Konrad von Thierberg le Jeune |
| 1288 – 1312                        | ?                             |
| 1312 – 1320                        | Heinrich von Plötzke          |
| 1320 – 1331                        | ?                             |
| 1331 – 1335                        | Dietrich von Altenburg        |
| 1335 – 1339                        | Heinrich Dusemer von Arfberg  |
| 1339 – 1342                        | Hako                          |
| 1342 – 1346                        | Winrich von Kniprode          |
| 1347 – 1359                        | Otto von Danfeld              |
| 1359 – 1370                        | Henning Schindekopf           |
| 1370 – 1374                        | Rüdiger von Elner             |
| 1374 – 1379                        | Gottfried von Linden          |
| 1379 – 1382                        | Kuno von Hattenstein          |
| 1382 – 1387                        | Konrad von Wallenrode         |
| 1387 – 1392                        | Engelhard Rabe von Wildstein  |
| 1392 – 1404                        | Werner von Tettingen          |
| 1404 – 1407                        | Ulrich von Jungingen          |
| 1407 – 15 juillet 1410             | Friedrich von Wallenrode      |
| 1410 – 1411                        | poste vacant                  |
| août 1411 – 8 janvier 1414         | Michael Küchmeister           |
| janvier 1414 – mai 1415            | Eberhard von Wallenfels       |
| juin 1415 – 10 janvier 1422        | Martin von der Kemnate        |
| 1422 – 15 mars 1422                | Nikolaus von Görlitz          |
| 15 mars 1422 – 18 novembre 1422    | Ulrich Zenger                 |
| 18 novembre 1422 – 25 octobre 1424 | Ludwig von Landsee            |
| 25 octobre 1424 – novembre 1428    | Walrabe von Hunsbach          |
| novembre 1428 - juillet 1431       | Heinrich Hold                 |
| juillet 1431 – 6 avril 1434        | Jost von Strupperg            |
| 6 avril 1434 – 17 octobre 1436     | Konrad von Erlichshausen      |
| 17 octobre 1436 – 3 mars 1438      | Vinzent von Wirsberg          |
| 3 mars 1438 – 1er mars 1440        | Heinrich von Rabenstein       |
| 1er mars 1440 – 12 avril 1441      | Konrad von Erlichshausen      |
| 22 juin 1441 – février 1454        | Kilian von Exdorf             |

## Sources
- (de) Cet article est partiellement ou en totalité issu de l’article de Wikipédia en allemand intitulé « Ordensmarschall des Deutschen Ordens » (voir la liste des auteurs).